# Episodi di 30 Rock (quinta stagione)
La quinta stagione della serie televisiva 30 Rock è trasmessa sul canale statunitense NBC dal 23 settembre 2010 al 5 maggio 2011.
In Italia, è andata in onda in prima visione sul canale satellitare Sky Uno dal 7 dicembre 2011 al 2 maggio 2012.
| nº | Titolo originale                     | Titolo italiano                       | Prima TV USA      | Prima TV Italia  |
| -- | ------------------------------------ | ------------------------------------- | ----------------- | ---------------- |
| 1  | The Fabian Strategy                  | La strategia fabiana                  | 23 settembre 2010 | 7 dicembre 2011  |
| 2  | When It Rains, It Pours              | Piove sempre sul bagnato              | 30 settembre 2010 | 14 dicembre 2011 |
| 3  | Let's Stay Together                  | Restiamo insieme                      | 7 ottobre 2010    | 21 dicembre 2011 |
| 4  | Live Show                            | Dal vivo                              | 14 ottobre 2010   | 18 gennaio 2012  |
| 5  | Reaganing                            | Partita perfetta                      | 21 ottobre 2010   | 4 gennaio 2012   |
| 6  | Gentleman's Intermission             | Evasione matrimoniale                 | 4 novembre 2010   | 11 gennaio 2012  |
| 7  | Brooklyn Without Limits              | Brooklyn senza limiti                 | 11 novembre 2010  | 25 gennaio 2012  |
| 8  | College                              | College                               | 18 novembre 2010  | 1º febbraio 2012 |
| 9  | Chain Reaction of Mental Anguish     | Reazione a catena di angoscia mentale | 2 dicembre 2010   | 8 febbraio 2012  |
| 10 | Christmas Attack Zone                | Zona d'attacco natalizia              | 9 dicembre 2010   | 15 febbraio 2012 |
| 11 | Mrs. Donaghy                         | Mrs. Donaghy                          | 20 gennaio 2011   | 22 febbraio 2012 |
| 12 | Operation Righteous Cowboy Lightning | Operazione Lampo Cowboy Virtuoso      | 27 gennaio 2011   | 29 febbraio 2012 |
| 13 | ¡Qué Sorpresa!                       | Qué Sorpresa!                         | 3 febbraio 2011   | 7 marzo 2012     |
| 14 | Double-Edged Sword                   | Arma a doppio taglio                  | 10 febbraio 2011  | 28 dicembre 2011 |
| 15 | It's Never Too Late for Now          | Non è mai troppo tardi... per ora     | 17 febbraio 2011  | 21 marzo 2012    |
| 16 | TGS Hates Women                      | Odia le donne                         | 24 febbraio 2011  | 28 marzo 2012    |
| 17 | Queen of Jordan                      | Queen of Jordan                       | 17 marzo 2011     | 4 aprile 2012    |
| 18 | Plan B                               | Piano B                               | 24 marzo 2011     | 11 aprile 2012   |
| 19 | I Heart Connecticut                  | Io amo il Connecticut                 | 14 aprile 2011    | 11 aprile 2012   |
| 20 | 100th Episode, Part 1                | 100, Parte 1                          | 21 aprile 2011    | 18 aprile 2012   |
| 21 | 100th Episode, Part 2                | 100, Parte 2                          | 21 aprile 2011    | 18 aprile 2012   |
| 22 | Everything Sunny All the Time Always | Il sole splende sempre, sempre        | 28 aprile 2011    | 2 maggio 2012    |
| 23 | Respawn                              | Respawn                               | 5 maggio 2011     | 2 maggio 2012    |

## La strategia fabiana
- Titolo originale: The Fabian Strategy
- Diretto da: Beth McCarthy-Miller
- Scritto da: Tina Fey

### Trama
Liz Lemon, l’autrice capo del TGS with Tracy Jorda, ritorna al lavoro dopo le vacanze estive e si prepara per la quinta stagione dello show. Liz e il produttore del TGS Pete Hornberger incontrano il loro capo, Jack Donaghy per discutere riguardo alla riduzione delle spese del programma. Durante la riunione, Pete rivela che la star Jenna Maroney grazie ai cambiamenti entrati in vigore con l’inizio della quinta stagione dello show, è ora produttrice dello TGS Jenna prende il ruolo di produttrice molto seriamente riducendo i costi fino a rendersi conto che il suo ruolo di produttrice grava sul budget e chiede così la possibilità di essere licenziata. In seguito, Jack chiede a Liz riguardo alla sua relazione con il suo fidanzato Carol, un pilota di aerei. Lei gli racconta che durante l’estate si sono incontrati due volte al mese in un hotel. Jack non riesce a prendere seriamente quella relazione dal momento che Carol non è mai stato a casa di Liz. Egli decide quindi di obbligare Carol a stare da Liz prenotando tutte le stanze dell’hotel dove Liz e Carol sono soliti alloggiare quando il pilota si trova a New York. Mentre si trova nell’appartamento di Liz, Carol scoppia a piangere e le chiede se la loro relazione come lui crede sta venendo ostacolata da lei, Liz a tale domanda risponde negando. Il giorno seguente, Carol decide di lasciare New York prima dicendo a Liz che devono lavorare sulla loro relazione. I due così si danno appuntamento al 14 di Ottobre.
Durante la pausa estiva, la presentatrice di CNBC Avery Jessup, fidanzata con Jack, si è trasferita a vivere con lui e ha deciso di ristrutturare l'appartamento di Jack. Jack allora per contrastare le proposte della compagna che non condivide sceglie di impiegare la strategia di Fabiana, la quale prende il nome da Fabio Massimo il Temporeggiatore, un generale romano che appunto temporeggiava per evitare battaglie, invece di combattere il nemico, riuscendo ad averla vinta ed evitando la ristrutturazione dell'appartamento. Alla fine dell'episodio, tuttavia, si rende conto che Avery ha emulato il genio militare di Annibale, superando la sua strategia Fabiana e si rende conto che sono una perfetta corrispondenza, ben al di là del livello dei soli compagni di anima. Altrove, a Tracy Jordan manca Kenneth Parcell, un'ex stagista NBC che è stato licenziato in precedenza. Quando Tracy torna per la nuova stagione, comincia ad avere delle allucinazioni di Kenneth dovunque va, confondendo la nuova stagista e Liz per lui. Più tardi, Tracy per la città vede Kenneth, che ora sta lavorando come una stagista al CBS. Tracy crede che Kenneth sia un'allucinazione. Più tardi, i due si rincontrano e Kenneth tenta di parlare con Tracy, ma Tracy si rifiuta di riconoscerlo mentre crede che la sua mente stia giocando a lui. Per dimostrare di essere reale, Kenneth si getta davanti ad un'auto, allora Tracy gli crede e gli domanda di tornare alla NBC, ma Kenneth dice di essere felice di lavorare presso la CBS. Dopo I titoli di coda, Kenneth ammette a sé di aver mentito a Tracy e di sentire la mancanza di tutti al TGS.
- Guest star: Matt Damon (Carol), Mario Brassard (James), Jan Owen (Grace), Paula Pell (Paula Hornberger), Jeffrey Schara (nuovo internista della NBC), Tina Fey (Liz Lemon), Scott Adsit (Pete Hornberger), Alec Baldwin (Jack Donaghy), Jane Krakowski (Jenna Maroney), Elizabeth Banks (Avery Jessup), Jeffrey Schara (stagista), Jack McBrayer (Kenneth Parcell), Tracy Morgan (Tracy Jordan)
- Ascolti USA: telespettatori 5 900 000[2]

## Piove sempre sul bagnato
- Titolo originale: When It Rains, It Pours
- Diretto da: Don Scardino
- Scritto da: Robert Carlock

### Trama
- Guest star: Paul Giamatti (Ritchie), Ben Bailey (se stesso), Andrea Mitchell (se stessa), Brian Williams (se stesso), Elizabeth Banks (Avery Jessup), Chris Parnell (Dr. Leo Spaceman), Sherri Shepherd (Angie Jordan).
- Ascolti USA: telespettatori 5 678 000 – share 6%[3]

## Restiamo insieme
- Titolo originale: Let's Stay Together
- Diretto da: John Riggi
- Scritto da: Jack Burditt

### Trama
- Guest star: Queen Latifah (Regina Bookman), Rob Reiner (Rep. Rob Reiner / Stanley the Dog)
- Ascolti USA: 4 900 000[4]

## Dal vivo
- Titolo originale: Live Show
- Diretto da: Beth McCarthy-Miller
- Scritto da: Robert Carlock e Tina Fey

### Trama
- Guest star: Matt Damon (Carol), Rachel Dratch (Jadwiga), Bill Hader (Kevin, co-pilota di Carol), Jon Hamm (Drew Baird), Julia Louis-Dreyfus (Liz Lemon in alcune sequenze), Chris Parnell (dott. Leo Spaceman).
- Ascolti USA: telespettatori 6 701 000 – share 7%[5]
- Peculiarità: l'episodio è stato trasmesso eccezionalmente dal vivo e con il pubblico in sala. Per rispettare i fusi orari statunitensi, sono state prodotte due versioni: una per la East Coast e una per la West Coast.[6]

## Partita perfetta
- Titolo originale: Reaganing
- Diretto da: Todd Holland
- Scritto da: Matt Hubbard

### Trama
- Guest star: Kelsey Grammer (se stesso), Seth Kirschner (Shawn), Jen Ponton (impiegato Carvel).
- Ascolti USA: telespettatori 5 182 000 – share 5%[7]

## Evasione matrimoniale
- Titolo originale: Gentleman's Intermission
- Diretto da: Don Scardino
- Scritto da: John Riggi

### Trama
- Ascolti USA: telespettatori 5 311 000 – share 5%[8]

## Brooklyn senza limiti
- Titolo originale: Brooklyn Without Limits
- Diretto da: Michael Engler
- Scritto da: Ron Weiner

### Trama
- Ascolti USA: telespettatori 5 090 000 – share 5%[9]

## College
- Titolo originale: College
- Diretto da: Don Scardino
- Scritto da: Josh Siegal e Dylan Morgan

### Trama
- Ascolti USA: telespettatori 5 112 000 – share 5%[10]

## Reazione a catena di angoscia mentale
- Titolo originale: Chain Reaction of Mental Anguish
- Diretto da: Ken Wittingham
- Scritto da: Kay Cannon

### Trama
- Ascolti USA: telespettatori 5 034 000 – share 5%[11]

## Zona d'attacco natalizia
- Titolo originale: Christmas Attack Zone
- Diretto da: John Riggi
- Scritto da: Tracey Wigfield

### Trama
- Ascolti USA: telespettatori 4 759 000 – share 5%[12]

## Mrs. Donaghy
- Titolo originale: Mrs. Donaghy
- Diretto da: Tricia Brock
- Scritto da: Jack Burditt

### Trama
- Ascolti USA: telespettatori 5 338 000 – share 5%[13]

## Operazione Lampo Cowboy Virtuoso
- Titolo originale: Operation Righteous Cowboy Lightning
- Diretto da: Beth McCarthy Miller
- Scritto da: Robert Carlock

### Trama
- Ascolti USA: telespettatori 4 922 000 – share 5%[14]

## Qué Sorpresa!
- Titolo originale: ¡Qué Sorpresa!
- Diretto da: John Riggi
- Scritto da: Matt Hubbard

### Trama
- Ascolti USA: telespettatori 4 784 000 – share 5%[15]

## Arma a doppio taglio
- Titolo originale: Double-Edged Sword
- Diretto da: Don Scardino
- Scritto da: Kay Cannon e Tom Ceraulo

### Trama
- Ascolti USA: telespettatori 4 593 000 – share 5%[16]

## Non è mai troppo tardi... per ora
- Titolo originale: It's Never Too Late for Now
- Diretto da: John Riggi
- Scritto da: Vali Chandrasekaran

### Trama
- Ascolti USA: telespettatori 4 072 000 – share 4%[17]